# Rue Carnot (Reims)
Pour l’article homonyme, voir Rue Carnot.
La rue Carnot est une voie de la commune de Reims, située au sein du département de la Marne, en région Grand Est.

## Situation et accès
La rue Carnot appartient administrativement au centre-ville de Reims.
La voie est à sens unique vers l'est sur toute sa longueur avec une piste cyclable à double sens.

## Origine du nom
Elle porte le nom de l'homme politique Sadi Carnot (1837-1894) et qui fut Président de la République française de 1887 à 1894.

## Historique
C'est l'une des anciennes voies du decumanus, mais très largement détruite lors de la Première Guerre mondiale elle conserve un unique bâtiment ancien, la porte du chapitre déplacée là ; elle a une unité de style, pierre de taille.
Alors appelée « rue des Tapissiers » elle prend le nom de « rue Carnot » en 1894, juste après l'assassinat du président.

## Bâtiments remarquables et lieux de mémoire
- L'ancien conservatoire, actuellement une banque.
- no  1 : Crédit Lyonnais construit en 1924 par l'entreprise Blondet [1].
- no  13 : portail de l'ancien chapitre, qui fait objet d’une inscription au titre des monuments historiques [2].
- no  14 : ancien conservatoire municipal de musique (aujourd'hui Caisse d'épargne), immeuble réalisé entre 1922 et 1924 par l'architecte Émile Dufay-Lamy, en frontispice quatre statues mythologiques de Louis-Aimé Lejeune.

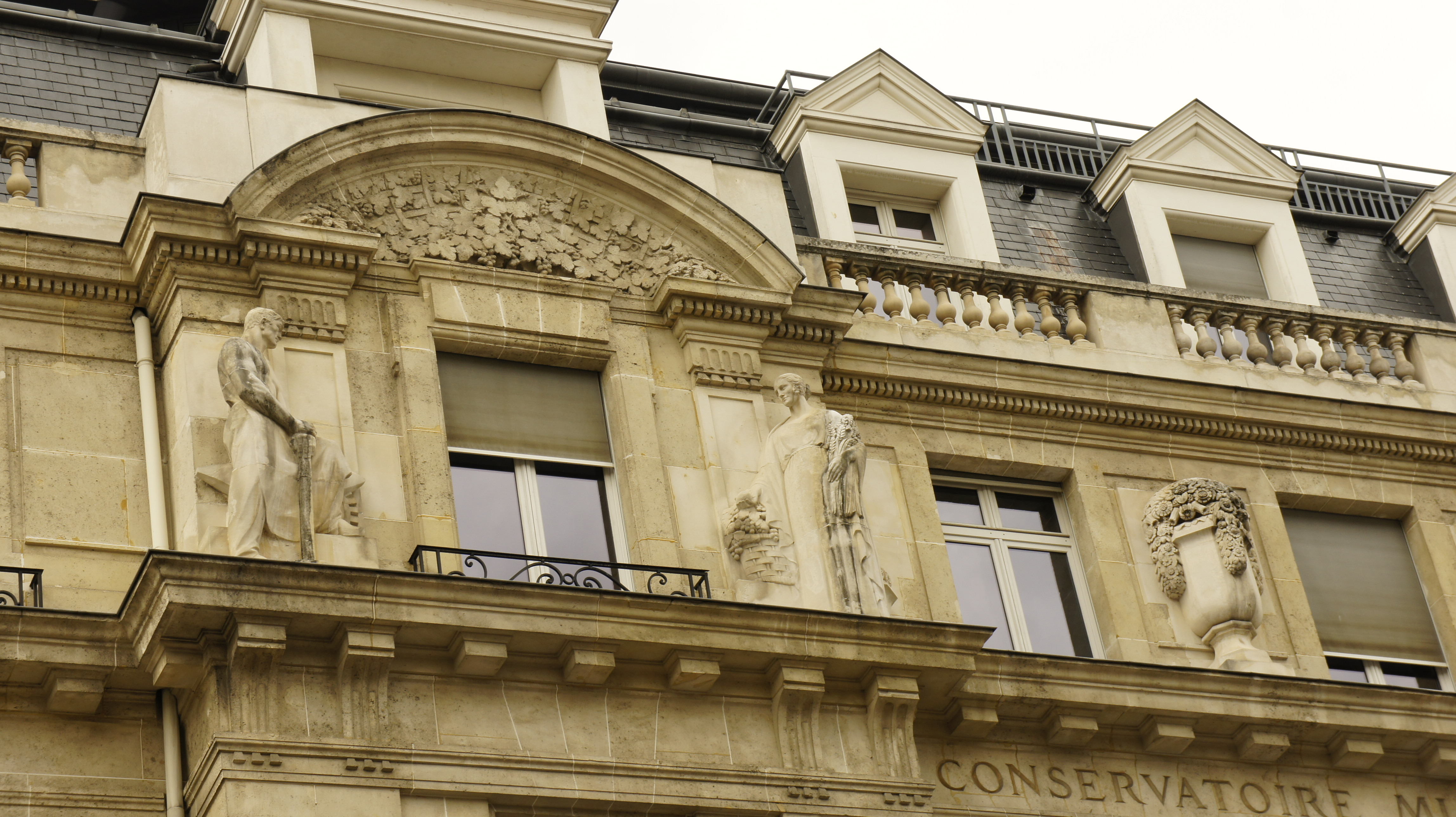
Détail de la façade de l'ancien conservatoire.
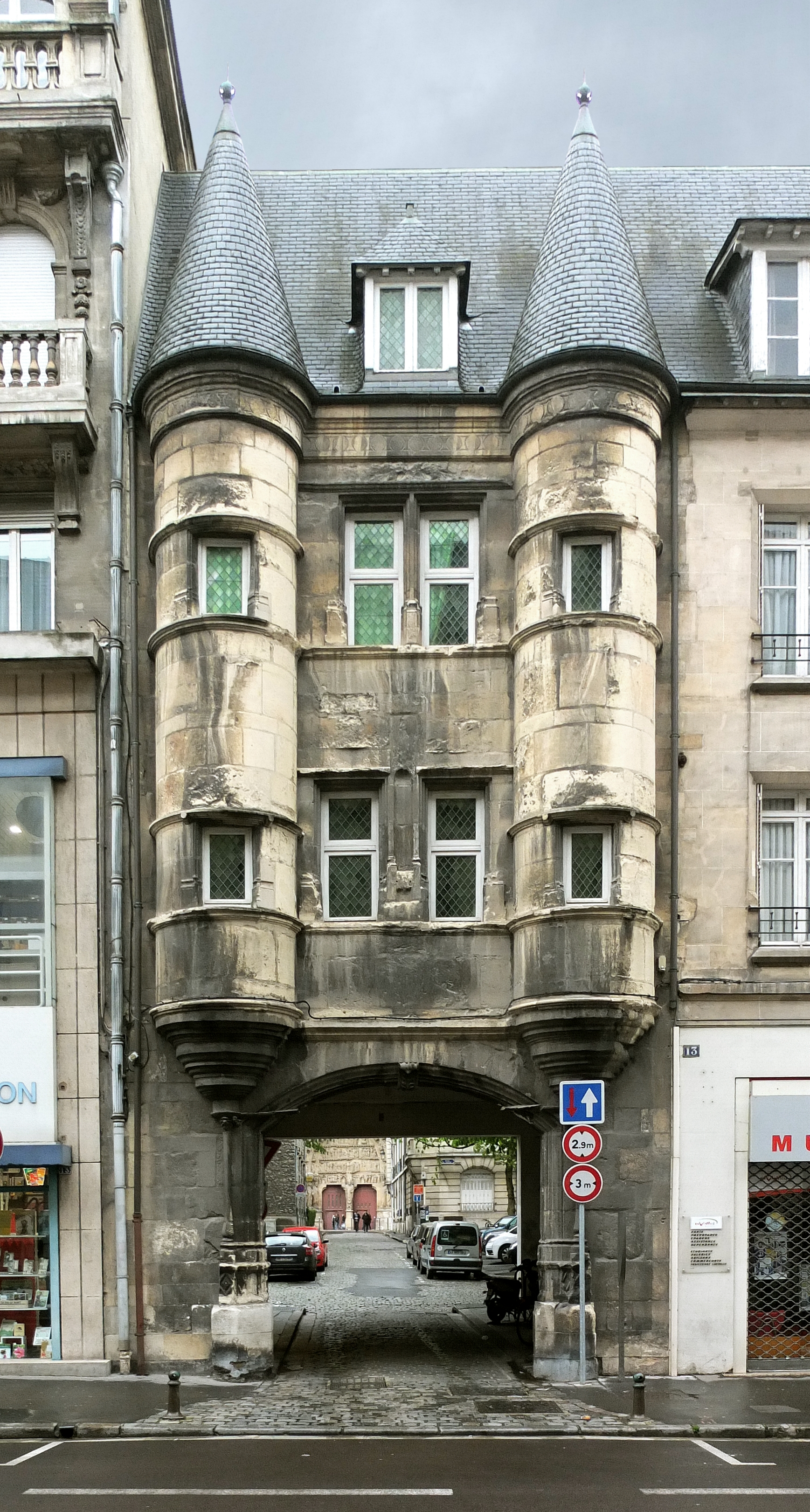
Porte de la cour du chapitre.
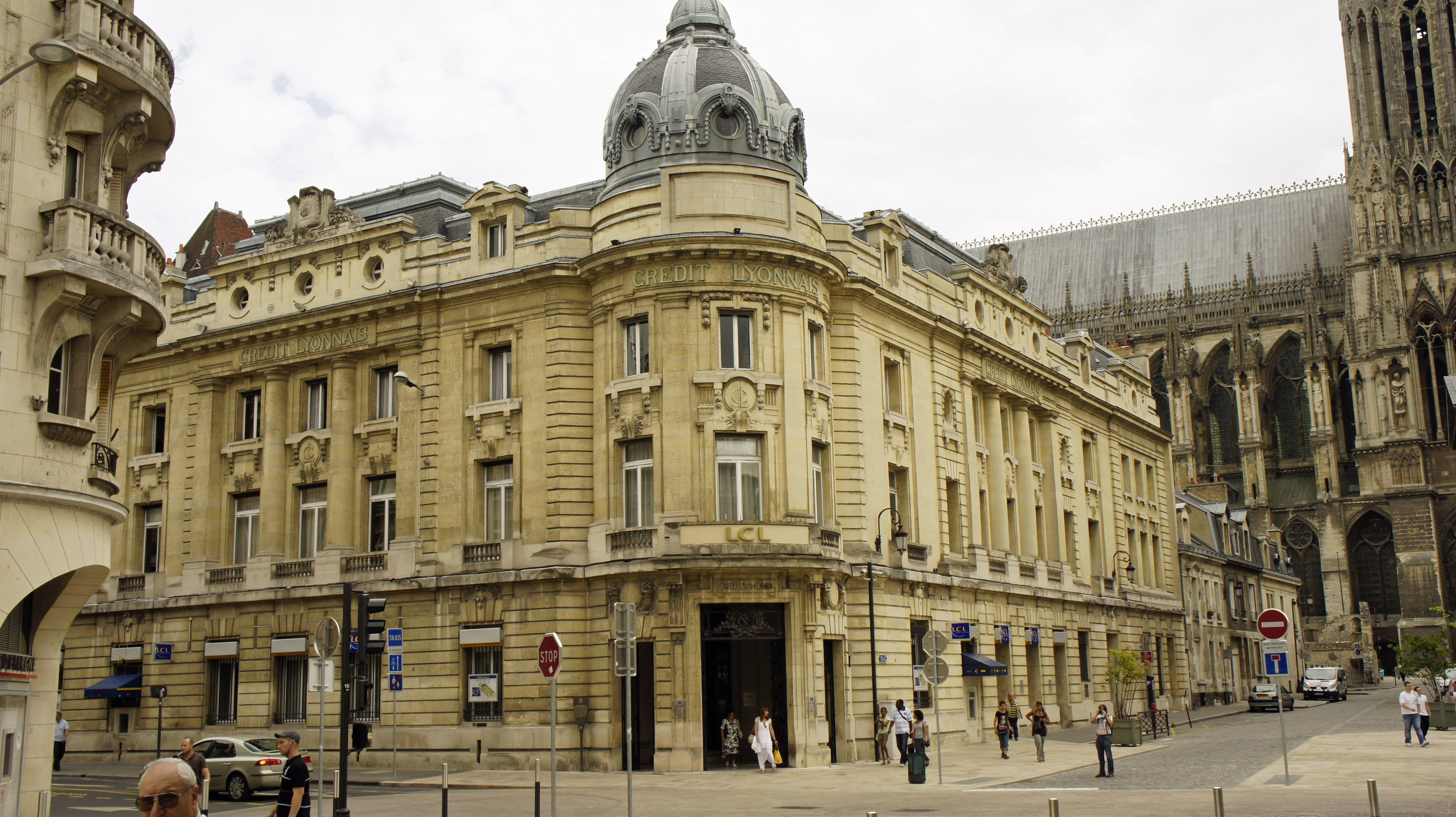
Angle de la rue Carnot et de la rue du Trésor, le Crédit Lyonnais.